# Viajes al oeste de Qiu Chang Chun

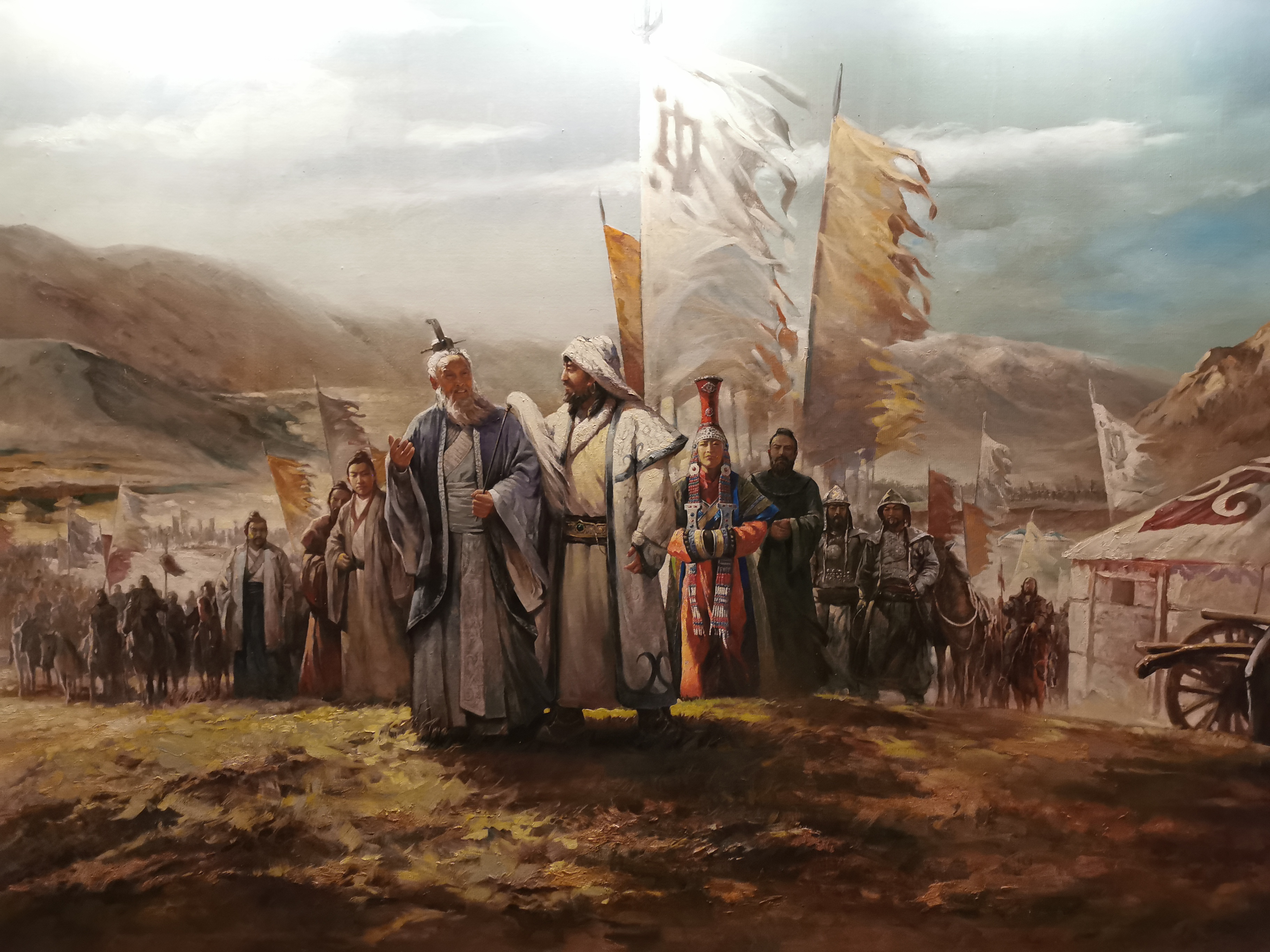
Recreación del encuentro entre Qiu y Gengis Khan.

Los Viajes al oeste de Qiu Changchun (en chino tradicional, 長春真人西遊記; pinyin, Chángchūn zhēnrén xīyóu jì) es una crónica del siglo XIII del viaje emprendido por el monje taoísta Qiu Chuji desde Shandong a través de Asia Central para presentarse ante Gengis Kan en 1222.

## El viaje
En 1220, por invitación de Genghis Khan, Qiu Chuji dejó su ciudad natal en Shandong con diecinueve discípulos y viajó al norte a través de Pekín. En junio, llegaron a Dexing (德興; actual Julu Hebei) y permanecieron en el Templo Taoísta de Longyang (龍陽觀) desde el verano hasta finales del invierno. El 12 de febrero de 1221 reanudaron su viaje. Cuando sus amigos y discípulos le preguntaron cuándo esperar el regreso del maestro, el maestro respondió: "En tres años, tres años". El 3 de febrero, llegaron al paso de Cuiping (翠帡口; al oeste de Zhangjiakou) y vieron los Montes Taihang al sur. Viajando hacia el norte y luego hacia el noreste, llegaron al lago salado Gailipo (蓋里泊; ahora llamado Jiuliancheng Naoer 九連城淖爾; en el sur de Taibus Banner). Desde allí fueron al lago Buir, Hulun Buir, Ulán Bator, Arkhangai, el Macizo de Altái, Beshbalik, Zungaria, Samarcanda y llegaron al Hindú Kush de Afganistán en 1222, presentándose al fin ante Gengis Khan.
El viaje hasta Asia Central y el posterior regreso duró tres años, desde 1220 hasta 1224. 

## La obra
La crónica del periplo fue escrita por un discípulo, Li Zhichang (李志常), quien acompañó a Qiu en el viaje. El texto consta de dos partes: la primera describe los detalles del viaje a Occidente; la segunda parte contiene un relato del encuentro de Qiu con Genghis Khan y su viaje de regreso a Beijing.
Los Viajes fueron posteriormente publicados por otro discípulo, Sun Xi (孫錫), con un prefacio fechado en 1228. Los Viajes fueron incluidos en el Dao Zang (道藏), pero fueron olvidados durante más de quinientos años hasta que en 1795 dos eruditos de la dinastía Qing, Qian Daxin y Duan Yucai, los redescubrieron en el Dao Zang en el Templo Taoísta de  Xuanmiao (玄妙觀) en Suzhou, tras lo cual Qian Daxin copió a mano la obra y la distribuyó.

## Traducciones
Los Viajes fue traducido por primera vez al ruso por el Archimandrita de la Misión Eclesiástica de Pekín, Palladius Kafarov, en 1866.
En 1867, Guillaume Pauthier tradujo al francés una versión abreviada de los Viajes a partir del Tratado ilustrado sobre los reinos marítimos (Hai Guo Tu Zhi) de Wei Yuan.
En 1888, Emil Bretschneider, un médico alemán del Báltico destinado en la legación rusa en Pekín, publicó una traducción al inglés de los Viajes. En 1931 se publicó una nueva traducción al inglés, realizada por Arthur Waley con el título The Travels of an Alchemist - The Journey of the Taoist Ch'ang-Ch'un from China to the Hindukush at the Summons of Chingiz Khan.
En 2023 se publicó una nueva traducción al inglés anotada de Ruth Dunnell, Stephen West y Shao-yun Yang con el título Daoist Master Changchun's Journey to the West: To the Court of Chinggis Qan and Back (Oxford University Press). A diferencia de las traducciones de Bretschneider y Waley, esta traducción incluye todos los poemas de Qiu Chuji. Yang también produjo un suplemento ilustrado de StoryMap para la traducción.

## En la cultura popular
La película china de 2013 An End to Killing es una versión de esta historia.